# Sheldon Glashow
Sheldon Lee Glashow (New York, 5 december 1932) is een Amerikaanse natuurkundige die de charm-quark ontdekte en de Nobelprijs voor Natuurkunde ontving voor zijn werk betreffende de elektrozwakke wisselwerking die tegenwoordig een belangrijk deel uitmaakt van het standaardmodel van de deeltjesfysica.

## Biografie
Glashow werd geboren als jongste zoon van de uit Rusland geïmmigreerde Lewis Glashow (loodgieter) en Bella Rubin, Hij ging naar de Bronx High School of Science en vanaf 1950 naar de Cornell-universiteit, waar hij in 1954 een graad behaalde. Vervolgens bezocht hij de Harvard-universiteit, waarna hij zich ging bezighouden met natuurkundige vraagstukken, onder andere op het gebied van de kwantumelektrodynamica.
In 1959 promoveerde hij onder Julian Schwinger op het proefschrift The Vector Meson in Elementary Particle Decays, dat een eerste aanzet vormde tot de theorie van elektrozwakke wisselwerking. Hij was verbonden aan het Niels Bohr-instituut te Kopenhagen, het California Institute of Technology (1960-1961), de Stanford-universiteit (1961-1962) en de Universiteit van Californië - Berkeley, waar hij van 1962 tot 1966 universitair hoofddocent (associate professor) was.
Van 1966 tot 1982 was hij hoogleraar aan Harvard; sedert 1982 is hij hoogleraar Wiskunde en Natuurkunde aan de Universiteit van Boston.

## Onderzoek
In 1961 breidde Glashow de van Schwinger afkomstige elektrozwakke unificatiemodellen uit door een zwakke neutrale stroom (vectorboson Z°) toe te voegen. De resulterende symmetrische structuur die hij voorstelde, SU(2)×SU(1), vormde de basis van geaccepteerde theorie voor de elektrozwakke wisselwerking. Dit model werd algemeen geaccepteerd nadat de Nederlandse fysici Gerard 't Hooft en Martinus Veltman in 1971 hadden aangetoond dat de theorie renormaliseerbaar is, ofwel consistent met alle orders van de storingstheorie. Voor deze ontdekking won Glashow, samen met Steven Weinberg en Abdus Salam, in 1979 de Nobelprijs voor de Natuurkunde.
In collaboratie met James Bjorken was Glashow de eerste in 1964 die het bestaan van de charmquark (toverquark) voorspelde – door hem oorspronkelijk charmed quark genoemd.